# 1030 Vitja
Az 1030 Vitja (ideiglenes jelöléssel 1924 RQ) a Naprendszer kisbolygóövében található aszteroida. Vlagyimir Albickij fedezte fel 1924. május 25-én.